# Estratégio (cônsul honorário)
Estratégio (em latim: Strategius) foi um oficial bizantino do começo do século VII. Era filho de Teodoro Cílio e talvez foi sobrinho de Estratégio e seu irmão de nome incerto. Por sua vez, é possivelmente membro de um ramo cadete da família Apião. Foi citado em inúmeros papiros do Egito de Arsínoe e Heracleópolis. Segundo vários destes, foi cônsul (honorário) e pegarco do nomo de Arsínoe em 600 e patrício em 604. Era grande proprietário de terras em Arsínoe, Heracleópolis e Oxirrinco. Em 615/6, quando visitou Nicetas em Alexandria, envolveu-se nas tentativas de reconciliar as Igrejas monofisistas de Antioquia e Alexandria.